# Euphorbia ambarivatoensis
Euphorbia ambarivatoensis es una especie de fanerógama perteneciente a la familia Euphorbiaceae.

## Distribución y hábitat
Es endémica de Madagascar donde se distribuye por la Provincia de Antsiranana. Su hábitat natural son las áreas rocosas. Está tratada en situación de pérdida de hábitat.

## Taxonomía
Euphorbia ambarivatoensis fue descrito por Rauh & Bard.-Vauc. y publicado en Succulentes 22(3): 4, 6–8. 1999.
Etimología
Euphorbia: nombre genérico que deriva del médico griego del rey Juba II de Mauritania (52 a 50 a. C. - 23), Euphorbus, en su honor – o en alusión a su gran vientre – ya que usaba médicamente Euphorbia resinifera. En 1753 Carlos Linneo asignó el nombre a todo el género.
ambarivatoensis: epíteto